# نقوسان
نَقوسان، روستایی است از توابع بخش مرکزی شهرستان تفرش در استان مرکزی ایران و در ۱۲ کیلومتری شمال غرب شهر تفرش واقع است.
درخت هایی که در باغ ها در حال رشد هستند انواع مختلفی دارند(برای محصولات) و درخت هایی چون گردو- بادام- انگور- هلو زرد – گیلاس - آلبالو- سیب - آلو - توت-  و سبزیجاتی چون کدو -  سبزی خوردن – گوجه فرنگی - سیب زمینی و بادمجان به عمل می آید. که برای چیدن در اواخر ماه شهریور گردو و بادام را می ریزند و جمع آوری می کنند.
و آنها برای آبیاری به محصولات خود برخی چاه می زنند و برخی دیگر آب از رودخانه برمی دارند و اگر کسی باغی داشته باشد شخصی را مامور می کند تا به باغ او رسیدگی کنند.
در زمان مشخصی هم آب انگور را به صورت شیره انگور در می آورند و با مغز گردو "باسلوق" درست می کنند.

## افراد سرشناس
علی اصغر خاجی دیپلمات اهل ایران، دستیار ارشد وزیر خارجه در امور ویژه سیاسی است.
عباس درودیان دیپلمات اهل ایران، مشاور معاون وزیر امور خارجه است.

## جمعیت
این روستا در دهستان بازرجان قرار داشته و براساس سرشماری سال ۱۳۸۵جمعیت آن ۳۱۶نفر(۱۴۹خانوار) بوده‌است.

## زیارتگاه
طبق، تاریخ، منبر منبت کاری شده امام زاده عبدالله این روستا، عمر آن هزار سال است. دو امام زاده دیگر بنام امام زاده حسین و امام زاده عمران نیز وجود دارد.
از خاندان‌های شناخته شده در این روستا می‌توان به خاندان درودیان، شرفی، خاجی، محبی اشاره کرد که در صنف الکتریک لاله زار جنوبی کاملاً شناخته شده هستند
1. «: کمیته تخصصی نام نگاری و یکسان‌سازی نام‌های جغرافیایی ایران:». بایگانی‌شده از اصلی در ۲۹ اوت ۲۰۱۱. دریافت‌شده در ۱۹ ژوئیه ۲۰۱۱.
2. ↑  محصولات
3. ↑  «درگاه ملی آمار ایران». بایگانی‌شده از اصلی در ۸ اکتبر ۲۰۰۷. دریافت‌شده در ۱ ژوئیه ۲۰۰۹.